# André Valadão
André Machado Valadão (Belo Horizonte, 16 aprile 1978) è un cantante, religioso e imprenditore brasiliano.

## Biografia
Con le cantanti Mariana Valadão e Ana Paula Valadão, sue sorelle, ha fatto parte della formazione musicale Diante do Trono, di ispirazione battista. Nel 2004 ha intrapreso la carriera da solista, riapparendo tuttavia di tanto in tanto negli album successivi del gruppo.
Due dischi di André, Sobrenatural (2008) e Fé (2009), sono stati candidati ai Latin Grammy Awards. Fé è anche il nome della linea di moda lanciata dal cantante.
Politicamente vicino all'estrema destra, nel 2022 ha appoggiato Jair Bolsonaro per la sua riconferma alla presidenza del Brasile ; egli avrebbe anche contribuito alla diffusione di fake news per screditare l'avversario Lula. 

## Vita privata
Dal 2017 vive dividendosi tra il Brasile e Orlando, negli USA. Ha tre figli, Lorenzo, Vitorio e Angel.

## Discografia da solista
- Mais Que Abundante (2004)
- Milagres (2005)
- Alegria (2006)
- Clássicos (2007)
- Sobrenatural (2008)
- Unidos (coi Delirious?) (2008)
- Clássicos de Natal (2008)
- Fé (2009)
- André Valadão Diante do Trono (2009)
- Minhas Canções na Voz de André Valadão (2010)
- Aliança (2011)
- Fortaleza (2013)
- Versões Acústicas (2014)
- Fortaleza - en español (2015)
- Crer Para Ver (2016)
- Bossa Worship (2017)
- Versões Acústicas 2 (2017)